# Francisco Accioly Rodrigues da Costa Filho

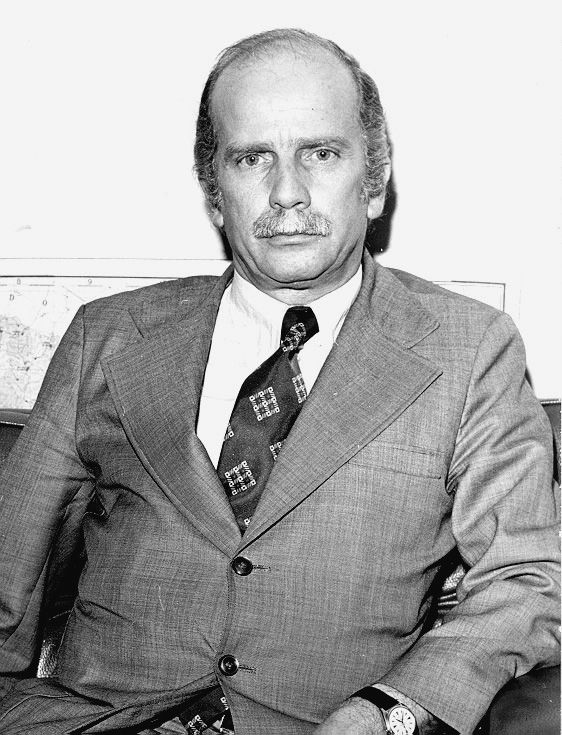
Francisco Accioly en 1954

Francisco Accioly Rodrigues da Costa Filho (Paranaguá, 5 de marzo de 1920 - Curitiba, 13 de noviembre de 1979) fue un abogado, profesor y político brasileño. Él era un Senador de la República entre 1971 y 1978.